# Elimia perstriata
Elimia perstriata är en snäckart som först beskrevs av I. Lea 1852.  Elimia perstriata ingår i släktet Elimia och familjen Pleuroceridae.

## Underarter
Arten delas in i följande underarter:
- E. p. perstriata
- E. p. clathrata
- E. p. crispa